# Amstel Gold Race 1973
La 8e édition de la course cycliste, l'Amstel Gold Race a eu lieu le 7 avril 1973 et a été remportée par le Belge Eddy Merckx.
Durant plusieurs années, le meilleur coureur Eddy Merckx ne participe pas à l'épreuve parce que les organisateurs ne peuvent pas payer ses frais de départ. En 1973, le directeur de course Herman Krott accepte de payer une somme considérable à l'équipe de Merckx, à condition qu'il gagne la course. Merckx prend le départ et remporte l'Amstel Gold Race avec plus de trois minutes d'avance sur le deuxième.

## Classement final
| Pos. | Coureur                | Pays     | Équipe                     | Temps           |
| ---- | ---------------------- | -------- | -------------------------- | --------------- |
| 1.   | Eddy Merckx            | Belgique | Molteni                    | 6 h 38 min 16 s |
| 2.   | Frans Verbeeck         | Belgique | Watney-Maes                | + 3 min 13 s    |
| 3.   | Herman Van Springel    | Belgique | Rokado                     | + 3 min 15 s    |
| 4.   | Joop Zoetemelk         | Pays-Bas | Gitane-Frigecreme          | + 3 min 49 s    |
| 5.   | Hennie Kuiper          | Pays-Bas | Rokado                     | + 4 min 15 s    |
| 6.   | Albert Van Vlierberghe | Belgique | Rokado                     | + 5 min 35 s    |
| 7.   | Ronny De Witte         | Belgique | Flandria-Shimano-Carpenter | + 5 min 40 s    |
| 8.   | Freddy Maertens        | Belgique | Flandria-Shimano-Carpenter | + 5 min 59 s    |
| 9.   | Walter Godefroot       | Belgique | Flandria-Shimano-Carpenter | + 8 min 05 s    |
| 10.  | Santiago Lazcano       | Espagne  | KAS                        | + 8 min 10 s    |